# Rhian Brewster
Rhian Joel Brewster (* 1. dubna 2000 Londýn) je anglický profesionální fotbalista a mládežnický reprezentant, který hraje na pozici útočníka v anglickém klubu Sheffield United FC.
V roce 2017 byl součástí anglického týmu, který vyhrál Mistrovství světa do 17 let v Indii v roce 2017 a získal ocenění pro nejlepšího střelce turnaje.

## Klubová kariéra
Brewster se narodil v Chadwell Heath ve Velkém Londýně barbadoskému otci a matce ze Severního Kypru. V sedmi letech byl na testech v mnohých londýnských klubech, a to v Chelsea, Arsenalu, West Hamu United a Charltonu Athletic. Nakonec nastoupil do akademie Chelsea, kde zůstal až do věku 14 let, poté odešel a připojil se k rivalovi z Premier League, k Liverpoolu.

### Liverpool
Po nástupu do klubu se připojil k týmu do 18 let, než byl povýšen do týmu U23, kde skóroval při svém debutu proti Ipswich Town.
Brewster byl poté povolán manažerem Jürgenem Kloppem do A-týmu na přátelské zápasy v říjnu a listopadu 2016, během kterého zaznamenal hattrick v utkání proti Accrington Stanley. V téže sezóně byl povolán na lavičku náhradníku na ligové utkání proti Crystal Palace, do zápasu ale nezasáhl. V následující sezóně, během zápasu Juniorské ligy UEFA proti Spartaku Moskva, se Brewster stal obětí údajných rasistických poznámek kapitána ruského celku Leonida Mironova. UEFA případ ukončila tím, že oznámila nedostatek důkazů k přijetí dalších opatření proti Mironovovi.
Dne 12. ledna 2018, během zápasu týmu U23 proti Manchesteru City, dostal musel být Brewster po nepříjemném dopadu po vzdušném souboji vystřídán. Později se ukázalo, že si podvrtnul kotník a poškodil si vazy; podstoupil operaci a znamenalo to pro něj vynucené předčasné ukončení sezóny. V březnu musel podstoupit druhou operaci, tentokráte kolena, které si poranil při stejném incidentu.
V červnu 2018 podepsal Brewster s Liverpoolem pětiletou smlouvu. 7. května 2019 byl povolán do odvety semifinále Ligy mistrů 2018/19 proti Barceloně, ale zůstal nevyužitým náhradníkem. Přestože Brewster neohrál jediné soutěžní utkání v klub, 1. června 2019 znovu usedl na lavičku náhradníků, tentokráte v rámci finále Ligy mistrů proti Tottenhamu Hotspur. Po vítězství 2:0 získal medaili pro vítěze soutěže.
V klubu debutoval 25. září 2019 v zápase EFL Cupu proti Milton Keynes Dons.

#### Swansea City (hostování)
Dne 7. ledna 2020 odešel Brewster na hostování do konce sezony do druholigového Swansea City AFC, kde se sešel s bývalým manažerem Anglické reprezentace do 17 let Stevem Cooperem. Debutoval v klubu 12. ledna proti Cardiffu City; zápas skončil bezgólovou remízou. O šest dní později vstřelil svůj první profesionální gól při vítězství 2:1 nad Wiganem Athletic na Liberty Stadium.
V březnu 2020 byla ligová sezóna dočasně pozastavena z důvodu vypuknutí pandemie covidu-19. Po červnovém restartu sezóny dal Brewster dva góly při výhře 3:0 nad Middlesbrough. Brewster ukončil sezónu s vstřelenými 11 góly v 22 zápasech.

#### Liverpool (návrat)
Brewster se vrátil do Liverpoolu, po vypršení hostování ve Swansea, na soustředění před začátkem 2020/21. Pokračoval ve své střelecké formě, když vstřelil gól v přátelském zápase proti VfB Stuttgart, a poté v dalším přátelském utkání skóroval dvakrát proti FC Red Bull Salzburg.
Poté se Brewster objevil jako náhradník v zápase Community Shield 2020 proti Arsenalu. Zápas skončil 1:1 a následovaly pokutové kopy. Brewster při svém pokusu orazítkoval břevno, což vedlo k prohře Liverpoolu a Arsenal se mohl radovat z trofeje.

### Sheffield United
Dne 2. října 2020 přestoupil Brewster do Sheffieldu United za poplatek ve výši okolo 23,5 milionu liber; v klubu podepsal pětiletou smlouvu. Dohoda zahrnuje klauzuli o zpětném odkupu ve výši 40 milionů £, která platí do 30. června 2023.

## Reprezentační kariéra
Brewster je anglický mládežnický reprezentant, nadále ale může reprezentovat Turecko prostřednictvím své matky ze Severního Kypru a Barbados prostřednictvím svého otce.
Brewster odehrál v roce 2016 za anglickou reprezentaci do 17 let pět utkání, v nichž vstřelil šest branek, včetně hattricku proti Chorvatsku a dvě branky proti Německu. Na Mistrovství Evropy do 17 let 2017 odehrál všechny zápasy a nastoupil i do finále proti Španělsku. Anglie nakonec prohrála po penaltách; Brewster svůj pokus neproměnil. Na turnaji vstřelil tři branky v šesti zápasech.
Později téhož roku si Brewster získal širokou pozornost médií  poté, co ve čtvrtfinále a semifinále Mistrovství světa do 17 let 2017 vstřelil hattricky proti USA a Brazílii. Poté ve finále vstřelil úvodní branku utkání proti Španělskem; zápas skončil 5:2 a Anglie tak Mistrovství světa vyhrála. Brewster se stal s osmi góly nejlepším střelcem a za své individuální výkony byl jmenován třetím nejlepším hráčem turnaje.
Dne 30. srpna 2019 byl Brewster poprvé povolán do reprezentace Anglie do 21 let  a debutoval 6. září 2019 jako náhradník v 79. minutě kvalifikačního utkání na Euro 2021 proti Turecku.

## Statistiky
K 17. dubnu 2021
| Klub                 | Sezóna       | Liga           | Liga   | Liga | FA Cup | FA Cup | EFL Cup | EFL Cup | Evropské poháry | Evropské poháry | Ostatní | Ostatní | Celkem | Celkem |
| Klub                 | Sezóna       | Liga           | Zápasy | Góly | Zápasy | Góly   | Zápasy  | Góly    | Zápasy          | Góly            | Zápasy  | Góly    | Zápasy | Góly   |
| -------------------- | ------------ | -------------- | ------ | ---- | ------ | ------ | ------- | ------- | --------------- | --------------- | ------- | ------- | ------ | ------ |
| Liverpool            | 2018/19      | Premier League | 0      | 0    | 0      | 0      | 0       | 0       | 0               | 0               | —       | —       | 0      | 0      |
| Liverpool            | 2019/20      | Premier League | 0      | 0    | 1      | 0      | 2       | 0       | 0               | 0               | 0       | 0       | 3      | 0      |
| Liverpool            | 2020/21      | Premier League | 0      | 0    | 0      | 0      | 0       | 0       | 0               | 0               | 1       | 0       | 1      | 0      |
| Liverpool            | Total        | Total          | 0      | 0    | 1      | 0      | 2       | 0       | 0               | 0               | 1       | 0       | 4      | 0      |
| Swansea City (host.) | 2019/20      | Championship   | 20     | 10   | —      | —      | —       | —       | —               | —               | 2       | 1       | 22     | 11     |
| Sheffield United     | 2020/21      | Premier League | 23     | 0    | 3      | 0      | 0       | 0       | —               | —               | —       | —       | 26     | 0      |
| Career total         | Career total | Career total   | 43     | 10   | 4      | 0      | 2       | 0       | 0               | 0               | 3       | 1       | 52     | 11     |

## Ocenění

### Klubové

#### Liverpool
- Liga mistrů UEFA: 2018/19[45]
- Superpohár UEFA: 2019[46]

### Reprezentační

#### Anglie U17
- Mistrovství světa do 17 let: 2017[41][47]
- Mistrovství Evropy do 17 let: 2017 (druhé místo)[48]

### Individuální
- Nejlepší střelec Mistrovství světa do 17 let: 2017[42]
- Třetí nejlepší hráč Mistrovství světa do 17 let: 2017[42]